# 越後三山

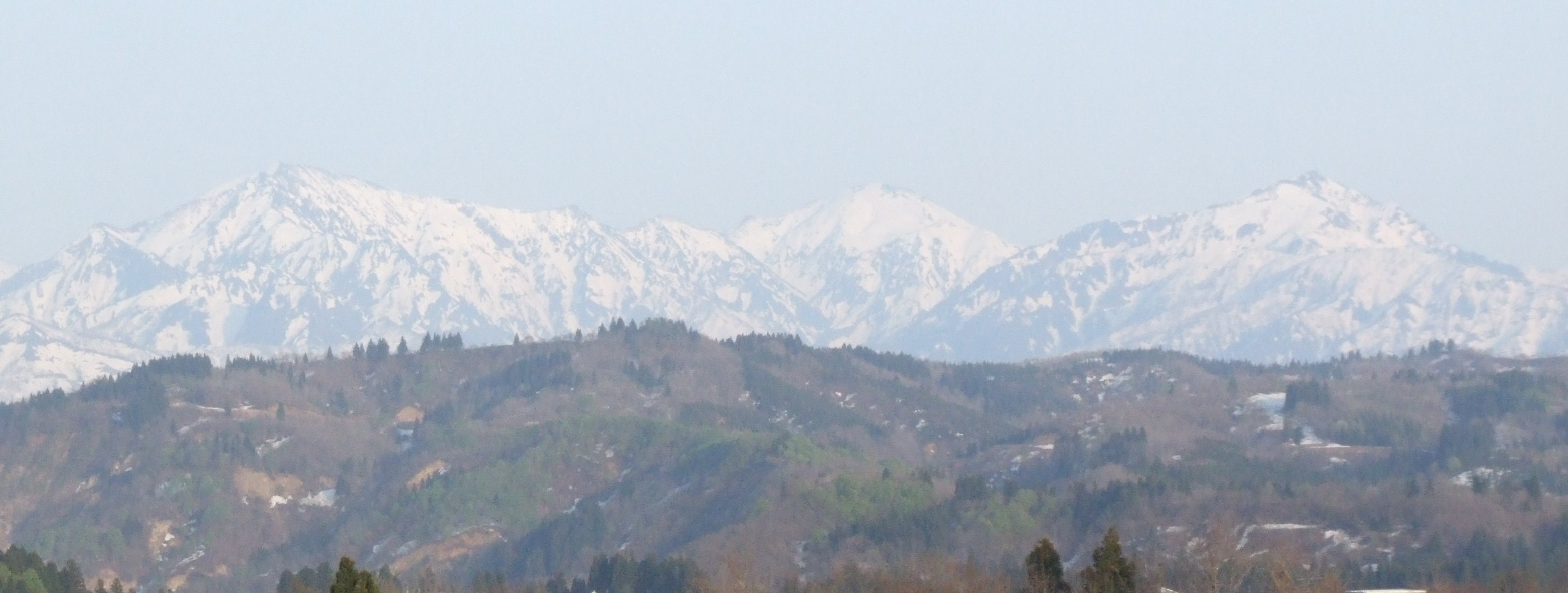
從關越自動車道越後川口IC望越後三山。越後駒岳（左）・中之岳（中央）・八海山（右）

越後三山（えちごさんざん）是新潟縣魚沼市和南魚沼市的八海山（1778m）・越後駒岳（2003m、魚沼駒岳）・中之岳（2085m）之總稱。三山全域指定為越後三山只見國定公園。也稱作魚沼三山。

## 越後三山

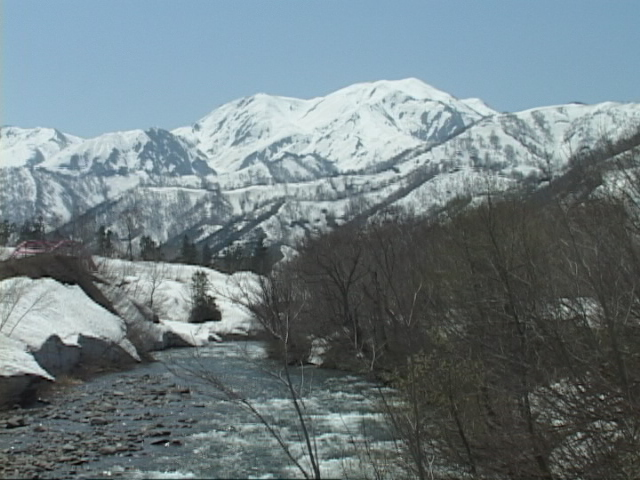
越後駒岳（2003m）
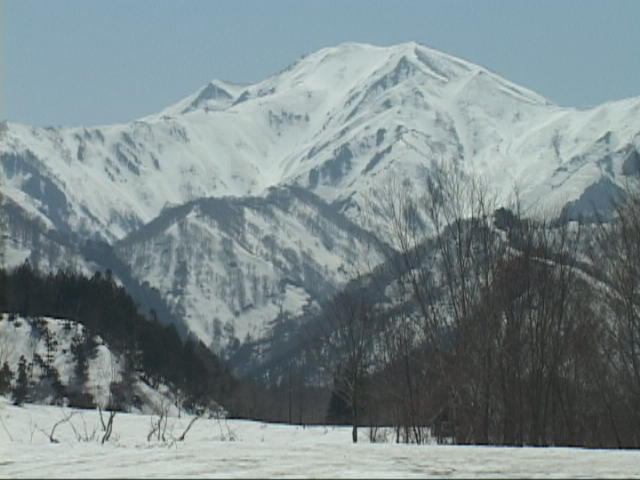
中之岳（2085m）
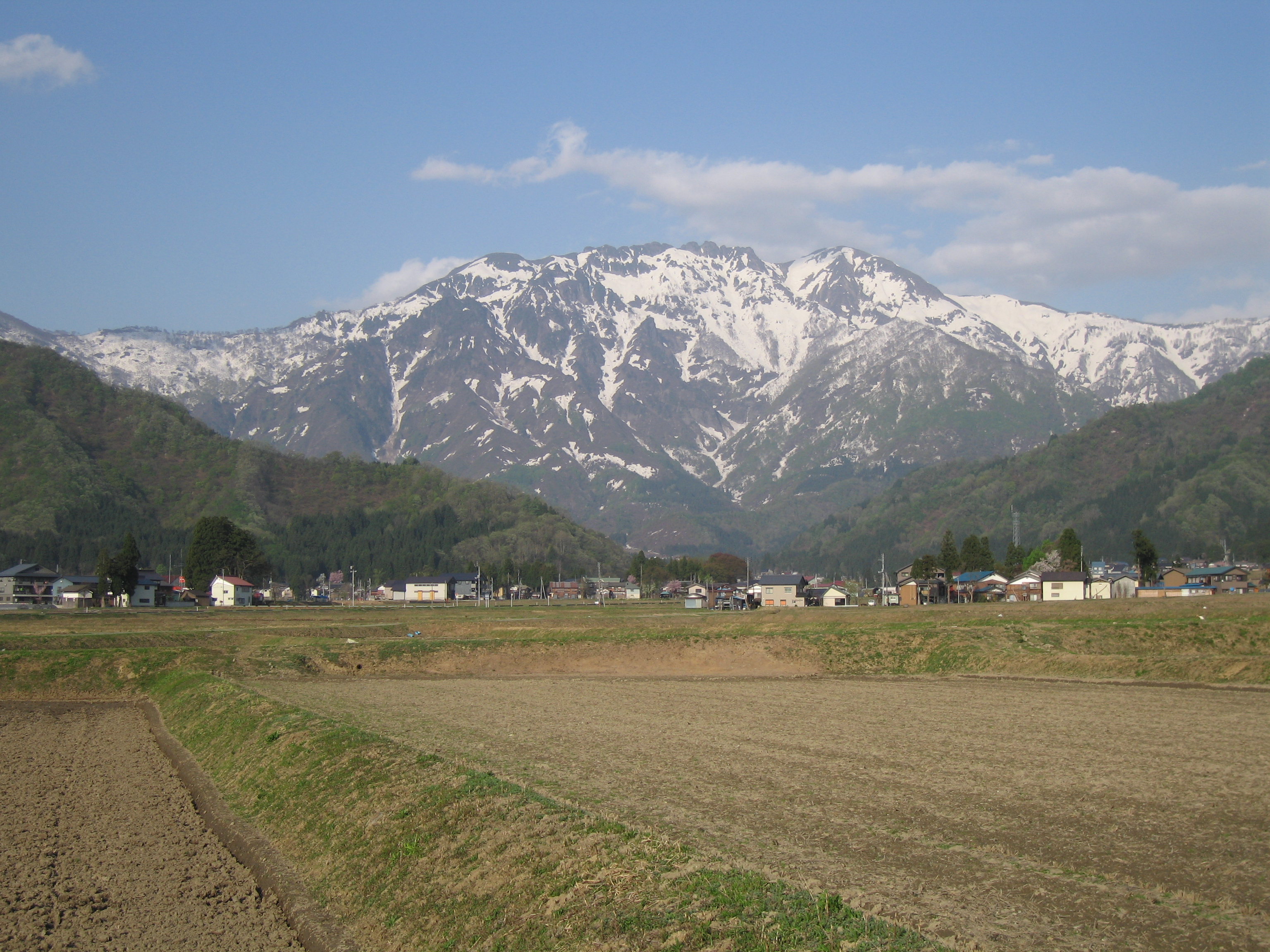
八海山（1778m）

## 關連項目
- 八海山
- 越後駒岳
- 中之岳
- 越後三山只見國定公園